# Подвійні солі
Подві́йні со́лі — складні солі, що містять два різних катіони або аніони. Вони утворюються при взаємодії двох різних солей шляхом твердофазного синтезу або ж кристалізацією з розчину. Ймовірність утворення подвійних солей зростає по мірі збільшення відмінності в іонах відношення заряду до іонного радіуса. 
До типових подвійних солей відносяться галуни. Наприклад, алюмокалієві галуни KAl(SO4)2·12H2O, дисоціюючи в розчині, утворюють два типи катіонів:
KAl(SO4)2 → К+ + Al3+ + 2SO42-